# Pterostemon
Pterostemon,  Rod od tri vrste grmova smještenih u porodicu Iteaceae. Sve tri vrste meksički su endemi
Rod je opisan u Linnaea 20(6): 736–737. 1847.

## Vrste
1. Pterostemon bravoanus J.Jiménez Ram. & Mart.Gord.
2. Pterostemon mexicanus Schauer
3. Pterostemon rotundifolius Ramírez